# Philip Jacob Spener
Philipp Jakob Spener (Rappoltsweiler, Alsácia, 13 de janeiro de 1635 — Berlim, 5 de fevereiro de 1705) foi um teólogo luterano alemão Ele foi um dos representantes mais conhecidos do Pietismo. Ele também foi o genealogista mais importante do século XVII e o fundador da heráldica científica.
Spener se tornou um pregador na Catedral de Estrasburgo em 1663, sênior do Ministério Luterano de Pregadores na cidade imperial livre de Frankfurt am Main em 1666 e Pregador da Corte Sênior em Dresden em 1686. A partir de 1691 foi reitor e conselheiro consistorial da Nikolaikirche em Berlim . Em 1694, ele esteve envolvido na fundação da universidade reformadora em Halle an der Saale.
Em sua obra principal, Pia Desideria, ou Desejo sincero de aperfeiçoamento divino da verdadeira igreja evangélica de 1675, ele denunciou abusos na igreja e a falta de conhecimento bíblico dos crentes e propôs um programa abrangente de reforma para a igreja luterana.

## Obras (Seleção)

### Edições de obras e cartas
- Philipp Jakob Spener: Schriften | Korrespondenz. Herausgegeben von Erich Beyreuther, Dietrich Blaufuß. Olms, Hildesheim 1979–2015. Reprint-Ausgabe, 16 Bände in 38 Teilbänden; Verlagsprospekt (PDF; 3,4 MB).
- Philipp Jakob Spener: Briefe aus der Frankfurter Zeit. 1666–1686. Hrsg. von Johannes Wallmann. Mohr Siebeck, Tübingen 1992 ff. (bisher sechs von acht geplanten Bänden).[5]
- Philipp Jakob Spener: Briefe aus der Dresdner Zeit. 1686–1691. Hrsg. von Udo Sträter und Johannes Wallmann. Mohr Siebeck, Tübingen 2003–2017 (vier Bände).
- Philipp Jakob Spener: Briefwechsel mit August Hermann Francke. 1689–1704. Hrsg. von Johannes Wallmann und Udo Sträter. Mohr Siebeck, Tübingen 2006.
- Philipp Jakob Spener: Briefwechsel mit Adam Rechenberg. Hrsg. von Udo Sträter in Zus.-Arb. mit Claudia Neumann. Mohr Siebeck, Tübingen 2019.
- Die Werke Philipp Jakob Speners. Studienausgabe. Hrsg. von Kurt Aland und Beate Köster. Brunnen, Gießen 1996ff (Band 1 in zwei Halbbänden 1996/2000; Band 2 2004).
- Philipp Jacob Spener: Die Anfänge des Pietismus in seinen Briefen. Hrsg. von Markus Matthias. Evangelische Verlagsanstalt, Leipzig 2015.

### Trabalhos individuais importantes
- Pia Desideria: Oder Hertzliches Verlangen/ Nach Gottgefälliger Besserung der wahren Evangelischen Kirchen/ sampt einigen dahin einfältig abzweckenden Christlichen Vorschlägen Philipp Jacob Speners; Sampt angehengten Zweyer Christlichen Theologorum darüber gestellten/ und zu mehrer auff-erbauung höchst-dienlichen Bedencken. Zunner; Fritgen, Frankfurt (Main) 1676, Digitalisat und Volltext im Deutschen Textarchiv
  - Pia desideria – Umkehr in die Zukunft. Brunnen Verlag, Gießen 51995, ISBN 3-7655-9065-7 (modernisierte Ausgabe).
  - Pia Desideria oder herzliches Verlangen nach gottgefälliger Besserung der wahren Evangelischen Kirchen. Brunnen Verlag, Gießen 2005 (historisch-kritische Ausgabe nach dem Text der Studienausgabe von Aland/ Köster).
- Der innerliche und geistliche Friede Oder der Friede Gottes/ So wol desselben mit uns/ als unserer mit und in Gott/ samt dessen Beförderungs-mitteln und hindernüssen. Zunner, Frankfurt (Main) 1686, Digitalisat und Volltext im Deutschen Textarchiv
- Gründliche Vertheidigung seiner Unschuld und der unrecht beschuldigten so genannten Pietisten, gegen Herrn D. Valentini Alberti, prof. publ. zu Leipzig praefat. vindic. exeget. Joel 2. Ernst, Stargardt 1696, Digitalisat der SLUB Dresden via EOD
- Theologische Bedencken Und andere Brieffliche Antworten auff geistliche/ sonderlich zur erbauung gerichtete materien zu unterschiedenen zeiten auffgesetzet/ und auff langwihriges anhalten Christlicher freunde in einige ordnung gebracht/ und heraus gegeben. Waisenhaus, Halle (Saale)
  - Volume 1, 1700, Digitalisat und Volltext im Deutschen Textarchiv
  - Volume 2, 1701, Digitalisat und Volltext im Deutschen Textarchiv
  - Volume 3, 1702, Digitalisat und Volltext im Deutschen Textarchiv
  - Volume 4, (3. Auflage), 1715, Digitalisat und Volltext im Deutschen Textarchiv
- Speners Katechismus-Erklärung. Missionsverlag, Bielefeld 1984, ISBN 3-929602-02-4.